# Wilhelm Süss
Wilhelm Süss (Francoforte sul Meno, 7 marzo 1895 – Friburgo in Brisgovia, 21 maggio 1958) è stato un matematico tedesco oggi meglio conosciuto per il suo contributo alla geometria differenziale e per essere stato fondatore e primo direttore dell'Istituto di ricerca matematica di Oberwolfach.
Süss frequentò il Lessing-Gymnasium di Francoforte sul Meno. Dopo essersi diplomato al liceo, studiò a Friburgo in Brisgovia (tra gli altri con Alfred Loewy), Gottinga e Francoforte sul Meno. Richiamato nel 1915, poté proseguire gli studi solo dopo la prima guerra mondiale. Conseguì il dottorato nel 1920 a Francoforte sotto la supervisione del matematico Ludwig Bieberbach con una tesi incentrata sulla teoria del contenuto dei poligoni in spazi di qualsiasi dimensione, avendo come guida i Fundamentals of Geometry di David Hilbert, che aveva studiato da soldato durante la guerra. Andò a Berlino con Bieberbach dove fu suo assistente e lavorò per la comunità di emergenza della scienza tedesca. Nel 1922 divenne docente di tedesco all'Università di Kagoshima in Giappone e allo stesso tempo pubblicò articoli scientifici di geometria. Nel 1928 completò la sua abilitazione all'Università di Greifswald con Karl Reinhardt, con il quale era stato precedentemente in corrispondenza e amico fin dall'infanzia. 
Nel 1934 si trasferì come professore all'Università di Friburgo in Brisgovia (come successore di Alfred Loewy, che fu costretto al ritiro in quanto ebreo), dove fu preside della facoltà di scienze naturali e matematica dal 1938 al 1940 e rettore dell'università dal 1940 al 1945. Durante il suo periodo come rettore, Süss fu "attento a bandire le influenze non accademiche dall'università".
Dopo la "presa del potere" da parte dei nazionalsocialisti, divenne membro delle SA nel 1933. Nel 1937 divenne membro del NSDAP dopo l'allentamento del divieto di ammissione e nel 1938 membro dell'associazione dei docenti nazisti. Süss non era un fanatico nazionalsocialista, ma continuò la politica nazionalsocialista z. B. nell'esclusione dei membri ebrei dal DMV, in seguito come rettore e presidente del DMV, collaborò strettamente con il Ministero della Pubblica Istruzione del Reich. A Friburgo in Brisgovia inizialmente lavorò bene con Gustav Doetsch, un importante matematico applicato che lo aveva portato all'università e con il quale condivise la direzione dell'Istituto di matematica fino al 1940. Tuttavia, il loro rapporto si deteriorò sempre più. Entrambi si contendevano l'influenza nella comunità scientifica del "Terzo Reich". Grazie alla sua spiccata capacità di stabilire contatti, Süss riuscì finalmente a prendere il sopravvento e ad eliminare Doetsch dalla vita universitaria. Dal 1938 al 1945 Süss fu presidente dell'Associazione tedesca dei matematici. Nel 1939 fu eletto membro corrispondente dell'Accademia delle scienze di Gottinga. Dal 1943 fu rappresentante per la matematica nel Consiglio di ricerca del Reich e nel 1944 avviò la fondazione dell'Istituto di matematica del Reich a Oberwolfach nella Foresta Nera, da dove diresse l'università anche dopo la distruzione dell'istituto matematico a causa della guerra a Friburgo. Inoltre, numerosi matematici trovarono rifugio qui alla fine della guerra (ad esempio Heinrich Behnke, William Threlfall, Herbert Seifert, Emanuel Sperner, Hermann Boerner). 
Dopo la seconda guerra mondiale, Süss fu sollevato dal suo incarico, ma ricevette nuovamente la cattedra nel dicembre 1945. Inoltre, i suoi beni furono congelati dalle forze di occupazione francesi. Süss riuscì a salvare l'Istituto Oberwolfach fino agli anni '50 e a farne un luogo d'incontro per matematici tedeschi e stranieri. Rimase direttore fino alla sua morte. Nel 1954 fondò un istituto di didattica della matematica a Friburgo e diede inizio alla serie in più volumi "Grundzüge der Mathematik" (con Behnke, Fladt, Bachmann), che appervero a stampa dal 1958 in poi. Poco prima della sua morte nel 1958, divenne di nuovo rettore dell'Università di Friburgo, ma già soffriva di cancro. 
Negli anni dal 1936 al 1940, fu editor della rivista Deutsche Mathematik. Süss era cugino del filologo classico Wilhelm Süß.